# Felix Stillfried

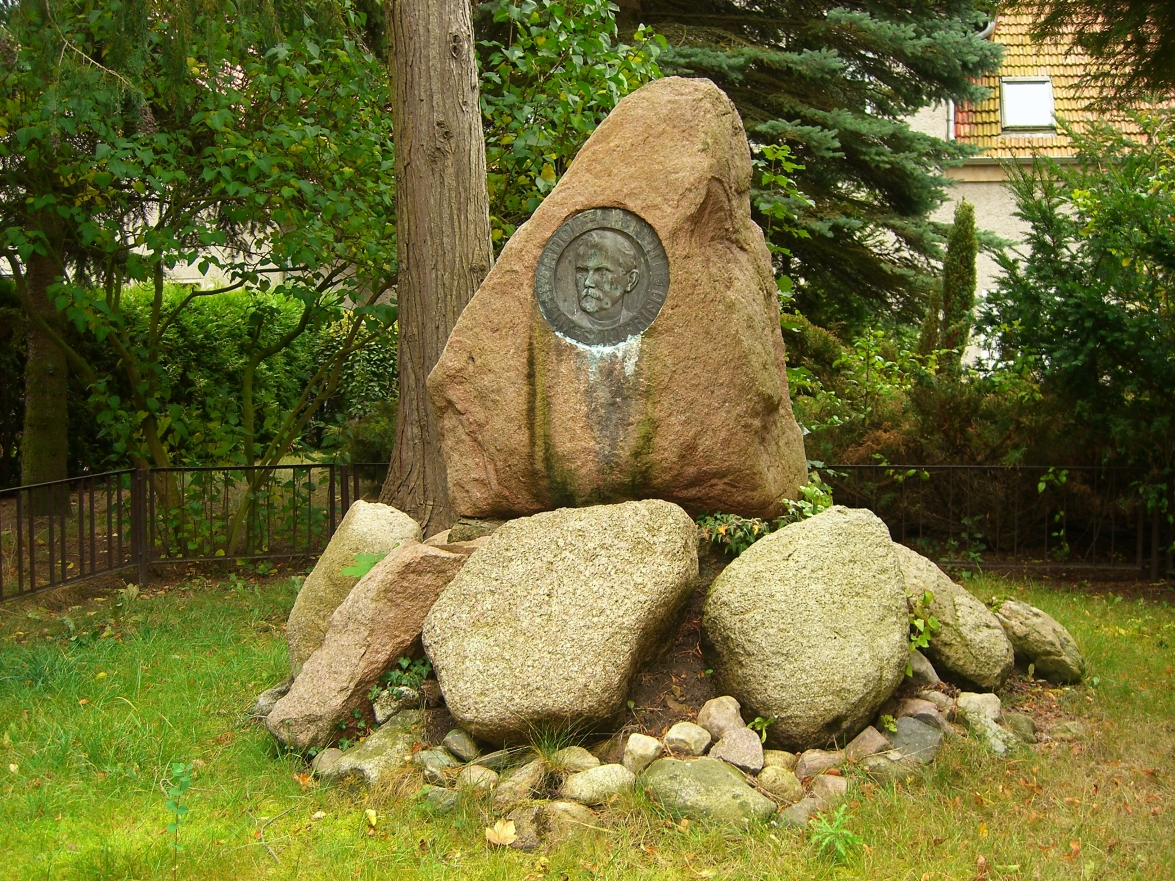
Denkmal in Klein Rogahn

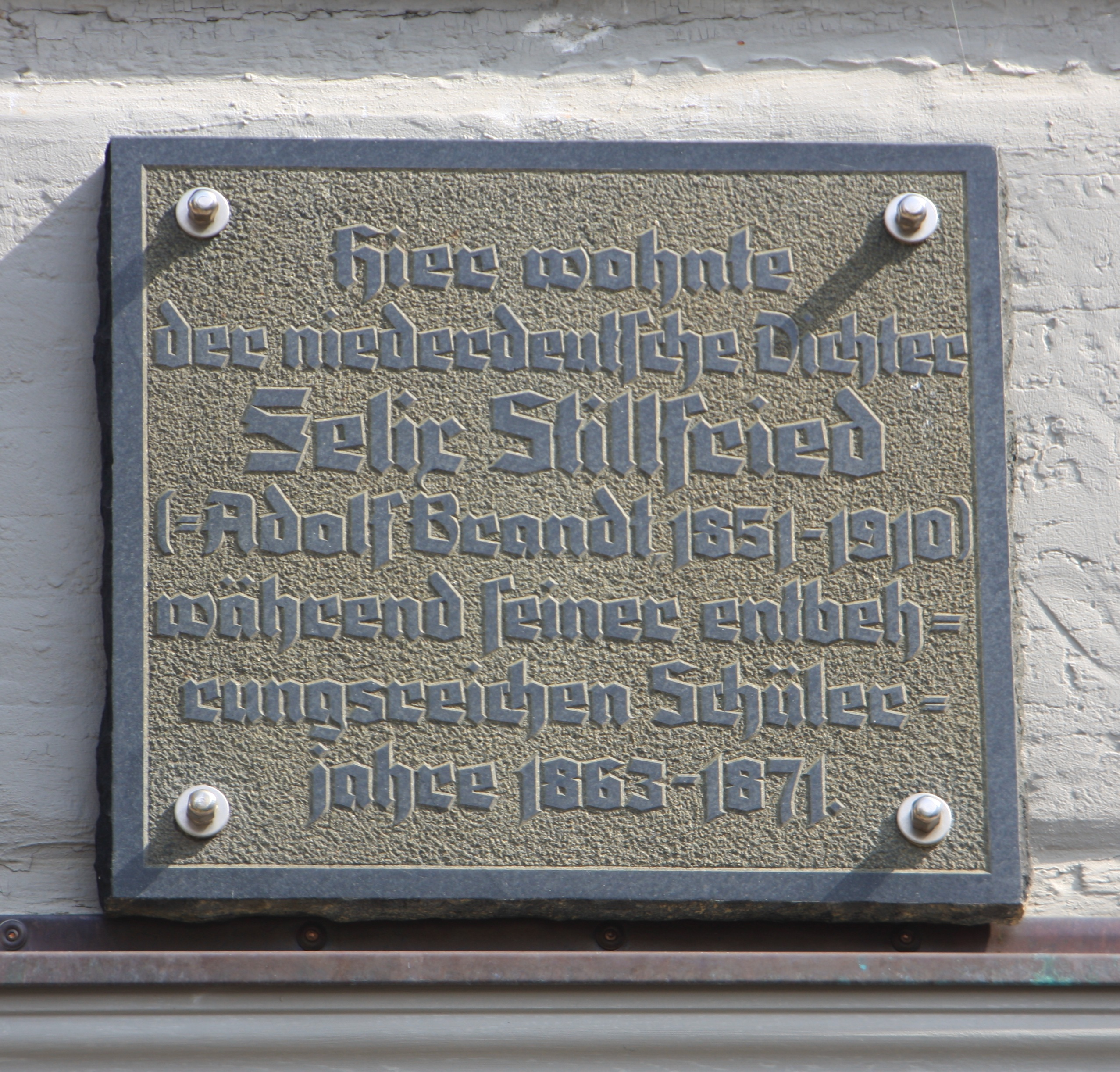
Wohnhaus von Felix Stillfried in der Fischerstraße 6, Schwerin

Felix Stillfried (eigentlich Adolf Ferdinand Rudolf Brandt; * 26. September 1851 in Fahrbinde; † 5. Juni 1910 in Rostock) war ein niederdeutscher Schriftsteller und Lyriker.

## Leben
Seine Kindheit verbrachte er in Klein Rogahn. Ab 1863 besuchte er das Gymnasium in Schwerin. In Rostock und Leipzig studierte er von 1871 bis 1874 Theologie und Altphilologie. Danach arbeitete er zunächst als Hauslehrer, später als Oberlehrer und schließlich als Gymnasiallehrer an der Großen Stadtschule in Rostock.

## Ehrungen
Bereits 1912 wurde in Klein Rogahn ein Denkmal mit einem von Bildhauer Wilhelm Wandschneider geschaffenen bronzenen Relief zu Stillfrieds Ehren errichtet. Seit 2002 trägt eine Schule in Stralendorf seinen Namen.

## Werke
- Otto Heidmüller, Felix Stillfried Fest-Theater zur Feier des 50jähr. Geschäfts-Jubiläums des Hofbuchhändlers D. C. Hinstorff in Wismar am 2. Sept. 1881. Wismar, Hinstorff, 1881. anonym erschienen. Darin: Leid’ un Freud’ up’n Lann’ orrer Vadder un Dochter. Ein ländliches Gemälde in 2 Aufzügen.
- De Wilhelmshäger Kösterlüd’ Teil 1, Rostock, Koch, 1887
- De Wilhelmshäger Kösterlüd’ Teil 2, Rostock, Koch, 1888
- Ut Sloß un Kathen, Leipzig, Koch, 1890 (1. Auflage von Dürten Blanck)
- Biweg’ lang – Ok en Struss Läuschen un Rimels, Rostock, Werther, 1895
- In Lust un Leed – Plattdeutsche Gedichte, nebst Nachdichtungen zu Horaz und Scenen aus Homer, Wismar, Hinstorff, 1896.
- De unverhoffte Arwschaft, Erzählung, Stuttgart, Deutsche Verlags-Anstalt, 1898
- Hack un Plück, Geschichten, Rostock, Koch, 1900
- Dürten Blanck, Erzählung in niederdeutscher Mundart, Leipzig, Lenz, 1903
- Wedderfunn’n. De Hex von Moitin, Twei Geschichten mit einer Einleitung von Ludwig Schröder, Leipzig, Hesse, 1905
- Fritz Stoppsack un anner Geschichten, Hamburg, Quickborn-Verlag, 1918